# Чукотско море
Чукотско море (рус. Чуко́тское мо́ре) део је Северног Леденог океана између Чукотског полуострва и Аљаске. Берингов мореуз на југу га повезује са Беринговим морем и Тихим океаном, на западу је повезано са Источносибирским морем преко Лонговог пролаза, а на истоку је повезано са Бофоровим морем. Има површину од око 595.000 km², и пловно је само током четири месеци годишње. 56% Чукотског мора није дубље од 50 m, а највећа дубина му је 1.526 m. Највећа лука у Чукотском мору је Узлен у Русији.

## Географија
Море има приближну површину од 595.000 km2 (230.000 sq mi) и пловно је само четири месеца у години. Главна геолошка карактеристика дна Чукотског мора је басен Хоуп дуг 700 km-long (430 mi), који је на североистоку везан Хералдовим луком. Дубине мање од 50 m (160 ft) заузима 56% укупне површине.
Чукотско море има врло мало острва у поређењу са другим морима Арктика. Острво Врангел лежи на северозападној граници мора, острво Хералд се налази поред Веаринг тачке на Врангел острву, близу северне границе мора. Неколико малих острва лежи дуж сибирске и аљаске обале.
Море је добило име по Чукучком народу, који живе на његовим обалама и на Чукотком полуострву. Обалски Чукучи се традиционално баве риболовом, китоловом и ловом на моржеве у овом хладном мору.

### Опсег
Међународна хидрографска организација дефинише границе „Чукотског мора“ на следећи начин:

На Западу. Источна граница Источног Сибирског мора [од најсеверније тачке Врангеловог острва преко овог острва до Блосом појнта, одатле до рта Јакан на копну (176°40′И)].
На северу. Линија од Појнт Бароу, Аљаска (71° 20′ N 156° 20′ W / 71.333° С; 156.333° З) до најсеверније тачке острва Врангел (179°30'З).
На југу. Арктички круг [66°33′46″С] између Сибира и Аљаске. [Северна граница Беринговог мора.]

Уобичајена употреба је да је јужни део јужније, на најужем делу Беринговог мореуза који се налази на 66. северној паралели.

### Чукотски морски праг
Чукотски морски појас је најзападнији део континенталног прага Сједињених Држава и најисточнији део континенталног појаса Русије. Унутар овог прага, 50 mi (80 km) Чукутски коридор делује као пролаз за једну од највећих миграција морских сисара на свету. Врсте за које је документовано да мигрирају кроз овај коридор укључују гренландског кита, белугу, пацифичког моржа и брадате фоке.

## Фауна
Поларни медведи који живе на леду Чукотског мора су једна од пет генетски различитих евроазијских популација ове врсте.

## Фитопланктон
Године 2012, научници из Лабораторије за истраживање и инжењеринг хладних региона објавили су налазе који описују откриће највећег познатог океанског фитопланктонског цветања алги на свету. Налази су били неочекивани, јер се раније веровало да планктон расте тек након топљења сезонског леда, али су неке алге откривене испод неколико метара нетакнутог морског леда.
Андерсон et al 2021 документују два лежишта динофлагелата Alexandrium catenella у заливу Ледјард и кањону Бароу унутар Чукотског мора. Иако се лежишта састоје од A. catenella у стању мировања, ако су услови животне средине исправни, ону могу проклијати и створити штетно цветање алги. У свом активном стању, A. catenella производи сакситоксин, снажан неуротоксин који је одговоран за паралитичко тровање шкољкама (PSP) ако се конзумираju. Токсин се може биоакумулирати кроз ланац исхране и представља претњу за локалне заједнице које се ослањају на мрежу морске хране за опстанак.
Укупна површина лежишта је 145.600 km², што је упоредиво са површином државе Ајова. Ова корита су шест пута већа од претходно пријављених лежишта у другим областима, а концентрација у седименту је међу највишима у свету. Клијање се може десити само у неколико горњих милиметара лежишта, пошто су неопходни оксигенски услови да би планктон ушао у своју активнију животну фазу у којој је репродукција могућа.
При температурама воде на дну од приближно 3 °C, A. catenella је потребно око 28 дана да проклија, а на температури дна воде од 8 °C време клијања се скраћује на 10 дана. Ин ситу цветање 2018. и 2019. приписано је овим лежиштима и дешавало се у јулу и августу. Са топлијим летњим температурама воде и све више дестабилизованим океанским струјама повезаним са климатским променама, почетак цветања је напредовао за три недеље у последње две деценије, и временски оквир за штетно површинско цветање је продужен.

## Ресурси нафте и гаса
Верује се да се на Чукотском прагу налазе резерве нафте и гаса до 30 Gbbl (4,8×109 m3). Неколико нафтних компанија се надметало за закуп ове области, а 6. фебруара 2008. америчка влада је објавила да ће успешни понуђачи платити US$ 2,6 милијарди за права на експлоатацију. Аукција је изазвала значајне критике еколога. У мају 2015. Биро за управљање енергијом океана Обамине администрације дао је условно одобрење за Шел Ојлу да буши у плитким (140 ft [43 m] дубоким) водама Чукотског мора. У септембру 2015, Шел је објавио да окончава своја истраживања нафте у региону, наводећи огромне трошкове и пад цена нафте. Шел је обећао да ће се вратити, али је на крају одустао од свих корпоративних закупа на Арктику осим једног.